# Die letzten fünf Minuten der Welt
Die letzten fünf Minuten der Welt ist ein deutschsprachiger dystopischer Kurzfilm des Filmemachers Jürgen Heimüller. Die deutsche Produktion wurde als unabhängiges Projekt in Waldhausen im Strudengau (Österreich) gedreht. Die Premiere fand am 13. März 2019 bei der Eröffnung der Regensburger Kurzfilmwoche statt. Im selben Jahr gewann der Film den Publikumspreis für den „Besten Kurzfilm“ auf dem Neiße Filmfestival sowie den Deutschen Kurzfilmpreis in Gold.
2020 ging der Film im „Les Nuits en Or“-Programm der französischen Académie des Arts et Techniques du Cinéma auf Europatournee.
Die Erstausstrahlung im deutschen Fernsehen fand am 9. September 2021 auf Arte statt.

## Handlung
Die Handlung setzt wenige Minuten vor dem nicht näher erklärten Weltuntergang in einem österreichischen Dorf ein. Joseph setzt sich auf die Bank vor seinem Haus und trinkt ein Bier. Dazu gesellt sich der Außenseiter Klaus. Joseph erzählt Klaus, dass er seiner Freundin Vroni – um kurz vor dem Tod reinen Tisch zu machen – das zurückliegende Verhältnis mit Lissy gestanden hat. Daraufhin setzen sich auch noch die wütende Vroni und die um Verzeihung bittende Lissy dazu. Als letzter erscheint Lissys Mann Martin, der von allem noch gar keine Ahnung hat. Als am Ende die Welt schließlich in einem Feuersturm untergeht, schieben alle ihre Wut und Enttäuschungen beiseite und halten sich als letzte tröstende Geste aneinander fest.

## Hintergrund
- Der über achtminütige Film wurde in einer Kameraeinstellung ohne Schnitt als Plansequenz realisiert.[3]

## Kritiken
„In einer einzigen, präzise gewählten Kameraeinstellung erzählt 'Die letzten fünf Minuten der Welt' von fünf Menschen, die im Angesicht der nahenden Apokalypse kein Blatt vor den Mund nehmen. Regisseur Jürgen Heimüller und seinem hervorragenden Schauspielerensemble gelingt es, der zweifellos dramatischen Ausgangssituation mit herrlich lakonischem Humor zu begegnen. Durch den gezielten Einsatz dramaturgischer und filmischer Mittel wird eine komplexe Welt erschaffen, die sich vor allem außerhalb des Bildrandes, in der Vorstellung des Zuschauers, abspielt. Ein kurzer, großer Film. Authentisch!“

„Mit Humor und Leichtigkeit beweist uns dieser Kurzfilm, wie wenig es braucht, um mit einer bis in
den Kern ausgeloteten Idee und konsequenter Erzählweise die Apokalypse auf einer Holzbank mit Dosenbier
zu inszenieren. Im Angesicht der unausweichlichen Katastrophe spielt er mit banalem menschlichen Versagen
und Ängsten. Eine hervorragende Ensembleleistung, die mit grosser Spielfreude und perfektem Timing in nur
einer einzigen Einstellung eingefangen wird.“

## Auszeichnungen
- Publikumspreis „Bester Kurzfilm“ beim Neiße Filmfestival 2019[4]
- Deutscher Kurzfilmpreis 2019 in Gold[5]
- Jurypreis „Bester Kurzfilm“ bei den 42. Biberacher Filmfestspielen 2020[6]